# Land (альбом Týr)
«Land» — музичний альбом гурту Týr. Виданий 30 травня 2008 в Європі і 10 червня 2008 у США та Канаді лейблом Napalm Records. Загальна тривалість композицій становить 68:21. Альбом відносять до напрямків фольк-метал, вікінг-метал.

## Список пісень
1. «Gandkvæði Tróndar» — 4:10
2. «Sinklars Vísa» — 4:54
3. «Ocean» — 10:07
4. «Gátu Ríma» — 5:38
5. «Brennivín» — 4:58
6. «Fípan fagra» — 5:49
7. «Valkyrjan» — 5:05
8. «Lokka Táttur» — 6:04
9. «Land» — 16:17
10. «Hail to the Hammer» — 5:19